# Тютюнче
Тютюнче е село в Южна България. То се намира в община Джебел, област Кърджали.

## География
Село Тютюнче се намира в планински район. През 2019 година започва изграждане на подпорна стена с дължина 45 м и височина 10 м, която да противодейства на високите води на река Джебелска и да защити от пропадане единствения път за селото.

## Население
Преброяване на населението през 2011 г.
Численост и дял на етническите групи според преброяването на населението през 2011 г.:
|                     | Численост | Дял (в %) |
| Общо                | 103       | 100,00    |
| Българи             | 28        | 27,18     |
| Турци               | 60        | 58,25     |
| Цигани              | 0         | 0,00      |
| Други               | 0         | 0,00      |
| Не се самоопределят | 14        | 13,59     |
| Неотговорили        | 1         | 0,97      |